# Mike Magill
 Mike Magill  fou un pilot estatunidenc de curses automobilístiques nascut el 8 de febrer del 1920 a Haddonfield, Nova Jersey.
Mike Magill va córrer a la Champ Car a les temporades 1955-1959 incloent-hi la cursa de les 500 milles d'Indianapolis dels anys 1957-1959.
Mike Magill va morir a Haddonfield, Nova Jersey el 31 d'agost del 2006.

## Resultats a la Indy 500
| Any    | Cotxe  | Sortida | Vel. mitja | Ranking | Final  | Voltes | V. líder | Retirat  |
| ------ | ------ | ------- | ---------- | ------- | ------ | ------ | -------- | -------- |
| 1957   | 77     | 18      | 140.411    | 24      | 24     | 101    | 0        | Accident |
| 1958   | 77     | 31      | 142.276    | 32      | 17     | 136    | 0        | Bandera  |
| 1959   | 77     | 31      | 141.482    | 31      | 30     | 45     | 0        | Accident |
| Totals | Totals | Totals  | Totals     | Totals  | Totals | 282    | 0        |          |

| Curses       | 3 |
| Poles        | 0 |
| Voltes líder | 0 |
| Victòries    | 0 |
| Top 5        | 0 |
| Top 10       | 0 |
| Retirades    | 2 |

## A la F1
El Gran Premi d'Indianapolis 500 va formar part del calendari del campionat del món de la Fórmula 1 entre les temporades 1950 a la 1960.
Els pilots que competien a la Indy durant aquests anys també eren comptabilitats pel campionat de la F1.
Mike Magill va participar en 3 curses de F1, debutant al Gran Premi d'Indianapolis 500 del 1957.

### Palmarès a la F1
- Participacions: 3
- Poles: 0
- Voltes Ràpides: 0
- Victòries: 0
- Pòdiums: 0
- Punts vàlids per la F1: 0